# Martorana
A Martorana vagy másképpen a Santa Maria dell’Ammiraglio Antiokheiai György palotájának 1126-ban épült magántemploma. Egy görög kereszt alaprajzú kupolás templom. Az eredeti templomot később kiegészítették egy harangtoronnyal és egy Antiokheiai György admirális sírjának helyet adó narthexszel. (Innen az elnevezés deii'Ammiraglio – admirális Szent Mária-templom). A templom árkádjai a barokk korban épültek. A belsőtér gazdagon díszített mozaikjának központi alakja a „Pantokrátor Krisztus” a bizánci művészet komnénoszi periódusának legnevezetesebb alkotása. A jó állapotban fennmaradt márványpadló szintén bizánci hatásokat mutat, míg a díszítő motívumok iszlám hatásról tanúskodnak.

## Története
Antiokheiai György karrierjét a Bizánci Birodalomhoz tartozó Szíriában kezdte1108-ban került Szicíliába. II. Roger szolgálatában többször küldték Kairóba nagy hatással volt uralkodójára hogy az arab adminisztrációt vezessen be birodalmában és arab építészeket is behívott. Az udvarban játszott szerepe lehetővé tette, hogy az uralkodóval vetekedő pompájú bizánci-arab stílusú templom építésébe kezdjen. A templom építése 1143-ban kezdődött és 1184-ig tartott. Feltételezik, hogy a 12,5x3,5 méteres  Antiokheiai Györgynek és feleségének Irene-nek a sírját magába foglaló narthex ennek megfelelően 1151-ben, vagy azt megelőzőleg épülhetett. 1184-ben épült az exonarthex (külső átrium) és a harangtorony.
A 16 század végén a templom jelentős átépítésen esett át 1588-ban lebontották a normannkori bejárati falat és a templomot meghosszabbították a harangtoronyig. Az eredeti apszist 1680 és 1685 között lebontották és helyére egy kápolnát építettek. 1752-ben épült meg a templom barokk homlokzati fala. Az átépítésék ellenére az épület megőrizte eredeti normann kereszt alaprajzát

## A belső tér

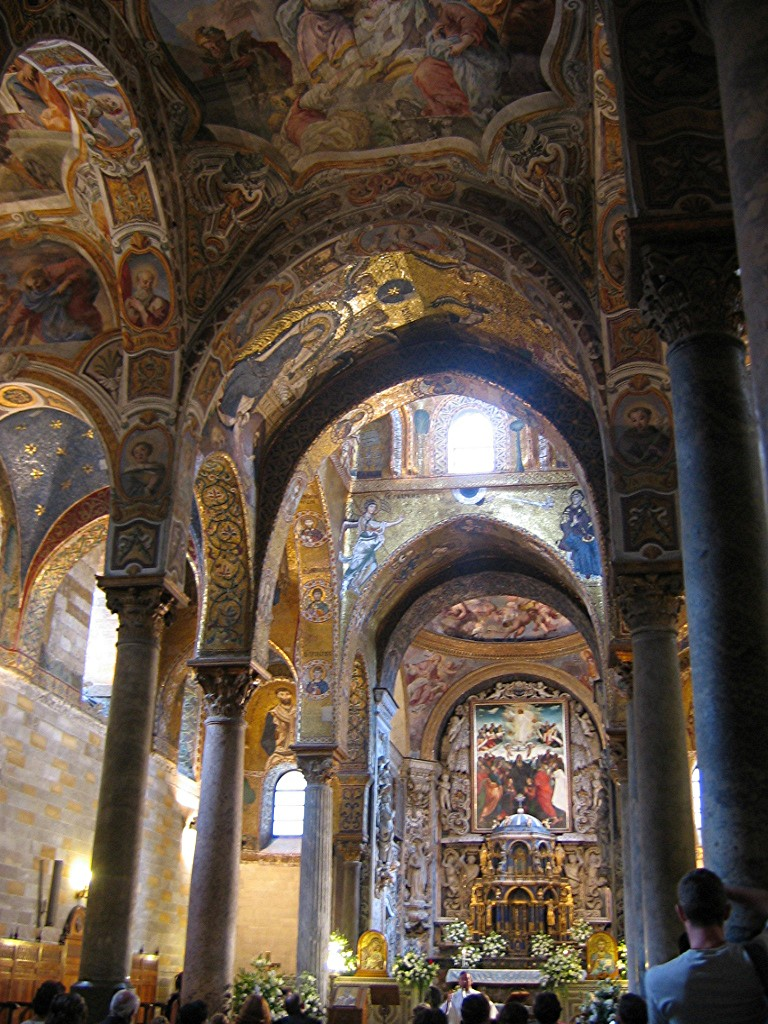
A Martorana templom belseje

A háromhajós templomteret a központi kupolát tartó 4 oszlop tagolja. A keresztek szárait dongaboltozat, a négyzet alapú sarok fülkéket, padig keresztboltozat fedi. A plafont mindenhol arany hátterű mozaik díszíti, a csúcspont a kupolában látható Krisztus Pantokrátor. Bár a mozaik borítás emlékeztet a Konstantinápoly közép-bizánci mozaikjaira jelentősen el is tér azoktól.